# 岩手毎日新聞
岩手毎日新聞（いわてまいにちしんぶん）は、岩手県で発行されていた地方新聞である。1899年（明治32年）2月創刊、1933年（昭和8年）4月廃刊。発行所は盛岡市紺屋町に所在した。
現在の毎日新聞とは無関係である。

## 歴史
1899年（明治32年）、高橋嘉太郎（県議・代議士）の創立になり、のちに古河鉱業会社（当時、原敬が副社長）よりの資金の援助により、旧岩手銀行頭取の中村省三が社主となった。
当時、県庁寄りの論調だった先発の旧・岩手日報（現在の岩手日報とは別資本）に対抗して、「民衆新聞」を謳った。旧・岩手日報に匹敵する購読者をかち得たが、相当辛辣な記事をもって、日報とは対照的であった。
大正時代には主筆として岡山不衣が在籍し、その時代に投稿された宮沢賢治の詩（「外輪山」）や童話（「やまなし」「氷河鼠の毛皮」「シグナルとシグナレス」）が掲載されている。また、岡山が主筆の時期に吉田孤羊が社員として在籍したことがあり、岡山は石川啄木について熱心に教えた。
1929年（昭和4年）には新渡戸仙岳が社長に就任している。
当時の岩手県の新聞は、岩手毎日新聞は中村家が率いる旧・岩手銀行（現在の岩手銀行とは別資本）、旧・岩手日報は金田一国士率いる盛岡銀行がバックであった。この二つの資本グループの対立は、系列下の新聞を使った相手への非難中傷に発展し、1925年（大正14年）に金田一国士は自身と盛岡銀行に対する中傷で岩手毎日新聞を告訴、最終的に主筆の福田祐英が科料10円の判決を受けている。
しかし、1931年（昭和6年）に発生した金融恐慌により旧・岩手銀行の経営が逼迫したことで発行のバックを失い、当紙は1933年（昭和8年）4月に廃刊となった。